# Optagelser fra Pandrup 1963-1989
Optagelser fra Pandrup 1963-1989 er en dansk dokumentarisk optagelse fra 1989.

## Handling
Pandrup 1963-1989. Det sidste tog passerer Pandrup Station i 1963. Skinner og sveller fjernes. Ponyvæddeløb. Byfest med optog og folkedans på festpladsen. Konkurrence på stylter. Indvielse af Hvetbo Herreds Sparekasse den 26. juni 1982. Brovst Pigegarde marcherer gennem byen, og der underholdes med folkedans på torvet. Indvielse af det nye posthus 30. september 1985. Udsmykning af plankeværk 1987. Gymnastikopvisning i 1988. Ombygning af Bredgade 1988. Pandrup Hestevæddeløb 30. juli 1989.